# Trichorhina heterophthalma
Trichorhina heterophthalma is een pissebed uit de familie Platyarthridae. De wetenschappelijke naam van de soort is voor het eerst geldig gepubliceerd in 1964 door Lemos de Castro.